# Sóc sọc hông bụng hung
Callosciurus prevostii là một loài động vật có vú trong họ Sóc, bộ Gặm nhấm. Loài này được Boddaert mô tả năm 1785.

## Hình ảnh

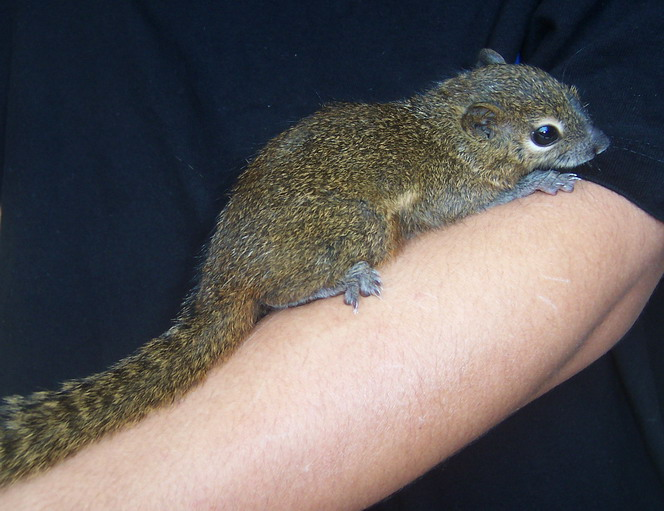
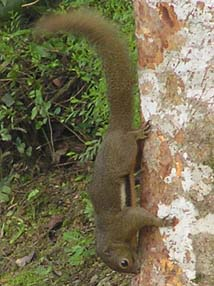
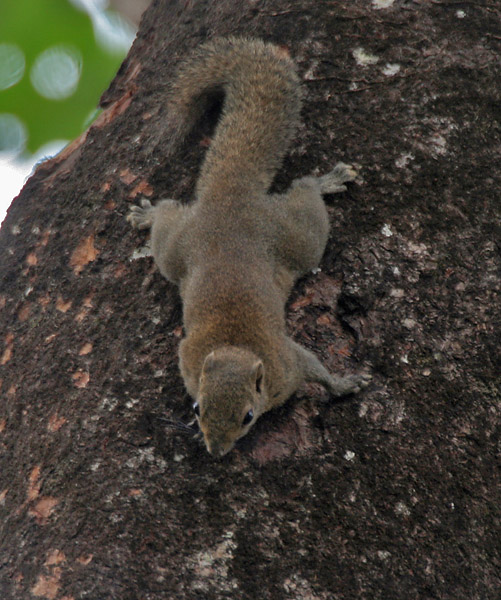
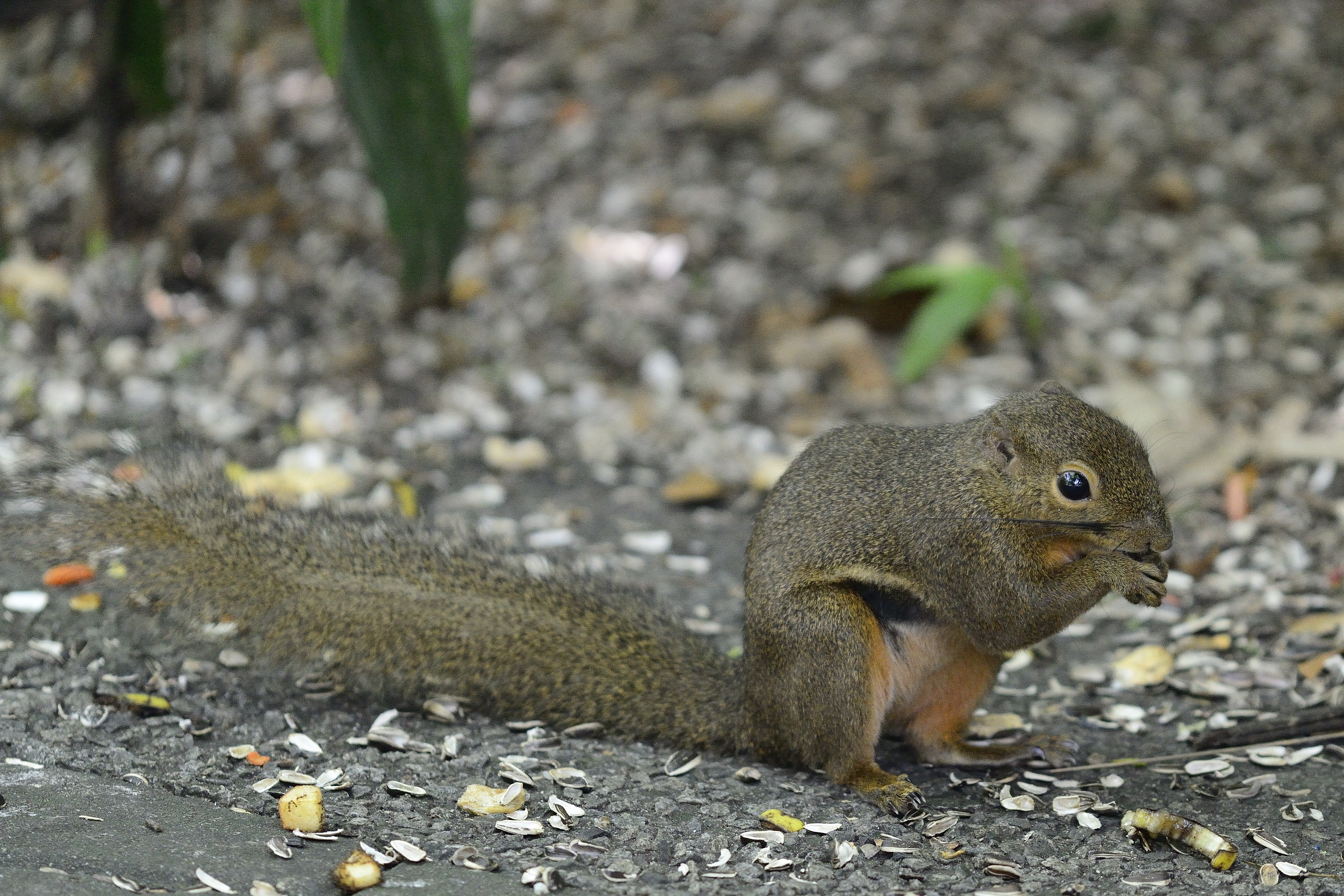

## Các phân loài
- C. n. notatus
- C. n. diardii
- C. n. vittatus
- C. n. suffusus
- C. n. miniatus